# 沈樹鏞

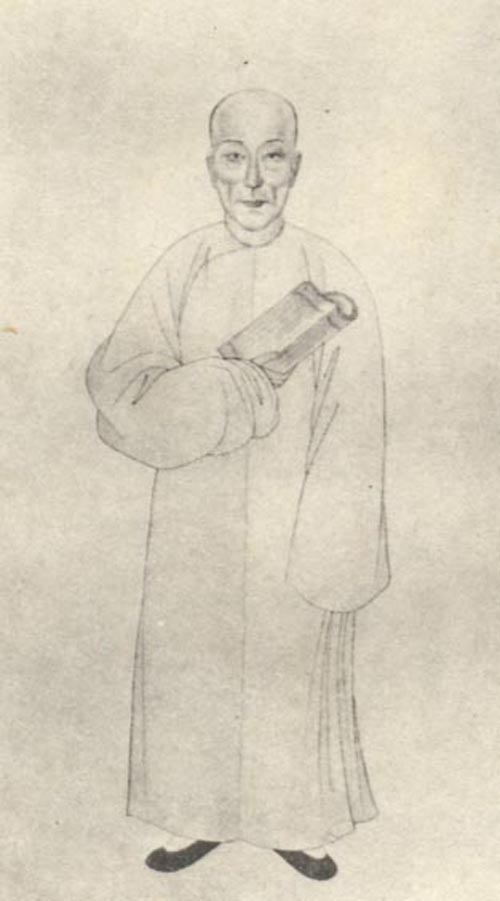
《清代學者像傳》中沈樹鏞

沈樹鏞（1832年—1873年），字韵初，号郑斋，江蘇川沙縣城厢（今浦東）人，清朝文学家。
咸丰九年（1859年）鄉試中举人，官至内阁中书。生平收藏书画、秘籍、金石甚丰。尤对碑帖，考订精辟。同治二年（1863年）得宋拓《熹平石经》。著有《汉石经室丛刻目录》、《汉石经室跋尾》，与赵之谦合编《续寰宇访碑记》。

## 住宅
清咸丰九年（1859年），沈树镛有一棟三进二院两厢式自宅，後來宋庆龄、黄竞武、胡适、黄炎培等人也曾居住，既今日的黃炎培故居。